# Diwisch Czernin von Chudenitz
Diwisch Czernin von Chudenitz, tschechisch Diviš Černín z Chudenic, (* etwa 1565; † 21. Juni 1621 in Prag) war ein böhmischer Adeliger.

## Leben
Diwisch entstammte dem altböhmischen Adels- und Herrengeschlecht der Czernin von Chudenitz. Er gehörte, als einziger Katholik, zu den siebenundzwanzig Teilnehmern des Ständeaufstandes gegen die Habsburger, die nach der Schlacht am Weißen Berg am 21. Juni 1621 am Prager Altstädter Ring hingerichtet worden sind. 
Zum Zeitpunkt des zweiten Prager Fenstersturz war er Hauptmann der Prager Burg und öffnete am 23. Mai 1618 den aufständischen Ständen die Tore. Zu seiner Verteidigung gab er an, dass er auf Befehl des höchsten Burggrafen Adam von Sternberg (Adam ze Šternberka) gehandelt habe, der selbst nicht einmal einer Beteiligung beschuldigt worden war. 
Unter der Beschuldigten war auch nicht sein Bruder Humprecht Czernin von Chudenitz, der während des Aufstandes selbst Mitglied des Direktoriums war. Dieser erhielt beim Kaiser Fürsprache durch einen weiteren Bruder Hermann Czernin von Chudenitz, der seine Treue gegenüber dem Kaiser bei der Schlacht am Weißen Berg bewies, in dem er auf dessen Seite kämpfte. Bisher konnte nicht geklärt werden, warum er sich nicht auch für seinen zweiten Bruder einsetzte, zudem Diviš nach der Schlacht wieder als Hauptmann eingesetzt wurde. Es wird vermutet, dass er Opfer von politischen oder Glaubensintrigen geworden ist.